# Сухие Ялы (река)
Сухи́е Ялы́ (укр. Сухі Яли) — река в Донбассе, левый приток Волчьей, впадает на восток от села Константинополь. Бассейн Днепра. Длина — 49 км. Площадь водосборного бассейна — 697 км². Уклон — 1,1 г/км. Долина трапециевидная, развитая, 2 км. Пойма двусторонняя, шириной до 300 м. Русло из отдельных плесов, частично расчищен, шириной до 20 м, глубиной до 2 м. Используется на орошение, разведение водоплавающей птицы.
Берёт начало у села Сигнальное. Течёт по территории Марьинский и Великоновосёлковского районов Донецкой области.

## Этимология
Над реками Мокрые Ялы и Сухие Ялы в конце XVIII века основали свои поселения греки, переселенцы из Крыму. Поэтому и название выводят от греческого «ялы» — «стекло».

## Притоки
Праве:
- Красная балка
- балка Сухая (посёлок Дальний)

Левые:
- балка Куриная
- Солёненькая
- балка Велико-Тарама
  - Тарама (с Степное)
    - балка Тарамчук (село Тарамчук)
- Икряная (с Богоявленка)
  - Волчья балка (село Водяное)
  - Солёная балка
  - Широкая балка

## Населённые пункты
На реке расположены такие сёла как: Новомихайловка, Парасковиевка, Константиновка, Антоновка, Катериновка, Ильинка, Елизаветовка, Романовка, Ганновка, Веселый Гай, Успеновка, Константинопольское, «Янтарный», Сухие Ялы, «Зеленовка», Улаклы и Константинополь.